# Zofia Buckiewiczowa
Zofia Buckiewiczowa, z d. Ciborowska (ur. 18 maja 1884 w Roszkowej Woli, zm. 21 listopada 1944 w Pruszkowie) – polska pianistka i pedagożka muzyczna.

## Życiorys
W latach 1899–1906 kształciła się w Warszawskim Instytucie Muzycznym u Ludwika Golmera, Aleksandra Różyckiego i Aleksandra Michałowskiego. Studia ukończyła z wyróżnieniem, w nagrodę otrzymując fortepian. Działalność pedagogiczną podjęła już w czasie studiów, do 1917 roku uczyła w szkole muzycznej Zofii Iwanowskiej-Płoszko. Od 1916 roku wykładała w Konserwatorium Warszawskim grę na fortepianie, początkowo na poziomie kursu niższego i średniego, a od 1929 roku wyższego. Występowała na wieczorach muzycznych organizowanych przez Warszawskie Towarzystwo Muzyczne. Była jurorką III Międzynarodowego Konkursu Pianistycznego im. Fryderyka Chopina (1937). W latach 1941–1944 wykładała w konspiracyjnym Konserwatorium Warszawskim. We wrześniu 1944 roku została wypędzona przez Niemców ze swojego mieszkania w Warszawie i skierowana do obozu przejściowego z Pruszkowie, zmarła z wycieńczenia podczas wędrówki. Została pochowana na cmentarzu w Żbikowie.
Jej mężem był lotnik A. Buckiewicz, pułkownik Wojska Polskiego. Do grona jej uczniów należeli m.in. Hanna Lachertowa, Berta Malwe i Lech Miklaszewski.

## Odznaczenia i ordery
- Złoty Krzyż Zasługi (1936)[1]